# Coeruleoglaucytes coeruleata
Coeruleoglaucytes coeruleata là một loài bọ cánh cứng trong họ Cerambycidae.